# Menhir des Planches
Le menhir des Planches est situé à Amblie sur la rive droite de la Seulles, en France, dans le département du Calvados.

## Description
Le menhir se trouve sur un chemin de limite cadastrale au lieu-dit la Vaubaine à l'est de la carrière d'Orival et au sud du château des Planches. Il a une forme de colonne de 1,35 m de hauteur formant grossièrement 6 côtés de largeurs inégales (45 cm × 34 cm × 40 cm × 10 cm × 50 cm × 2 cm). On peut y remarquer des traces de taille à la base. Une cupule profonde de 5 cm est visible au sommet ainsi que des rigoles parallèles. On peut voir d'autres cupules  plus petites sur le sommet et les côtés.
En 1913, le Dr Raoul Doranlo, membre de la Société préhistorique française, fit un recensement des pierres antiques dans la région septentrionale de Caen. Il signala plusieurs pierres remarquables aux alentours d'Amblie. Il fit remarquer que les menhirs y sont souvent de petites tailles et que beaucoup ont été brisés, renversés ou enlevés des champs cultivés. Certains ont été déplacés par les cultivateurs pour en faire des devises. Cette pierre pourrait avoir été utilisée comme devise marquant une limite de propriété.
Sept autres mégalithes sont visibles dans un rayon de moins de 8 km : le Menhir des Demoiselles à Colombiers-sur-Seulles, la Pierre Levée du Clos St Gilles à Creully, la Pierre Debout à Reviers, la Demoiselle de Bracqueville à Bény-sur-Mer, les Grosses Devises à Thaon et la Pierre Tourneresse à Cairon.

## Galerie

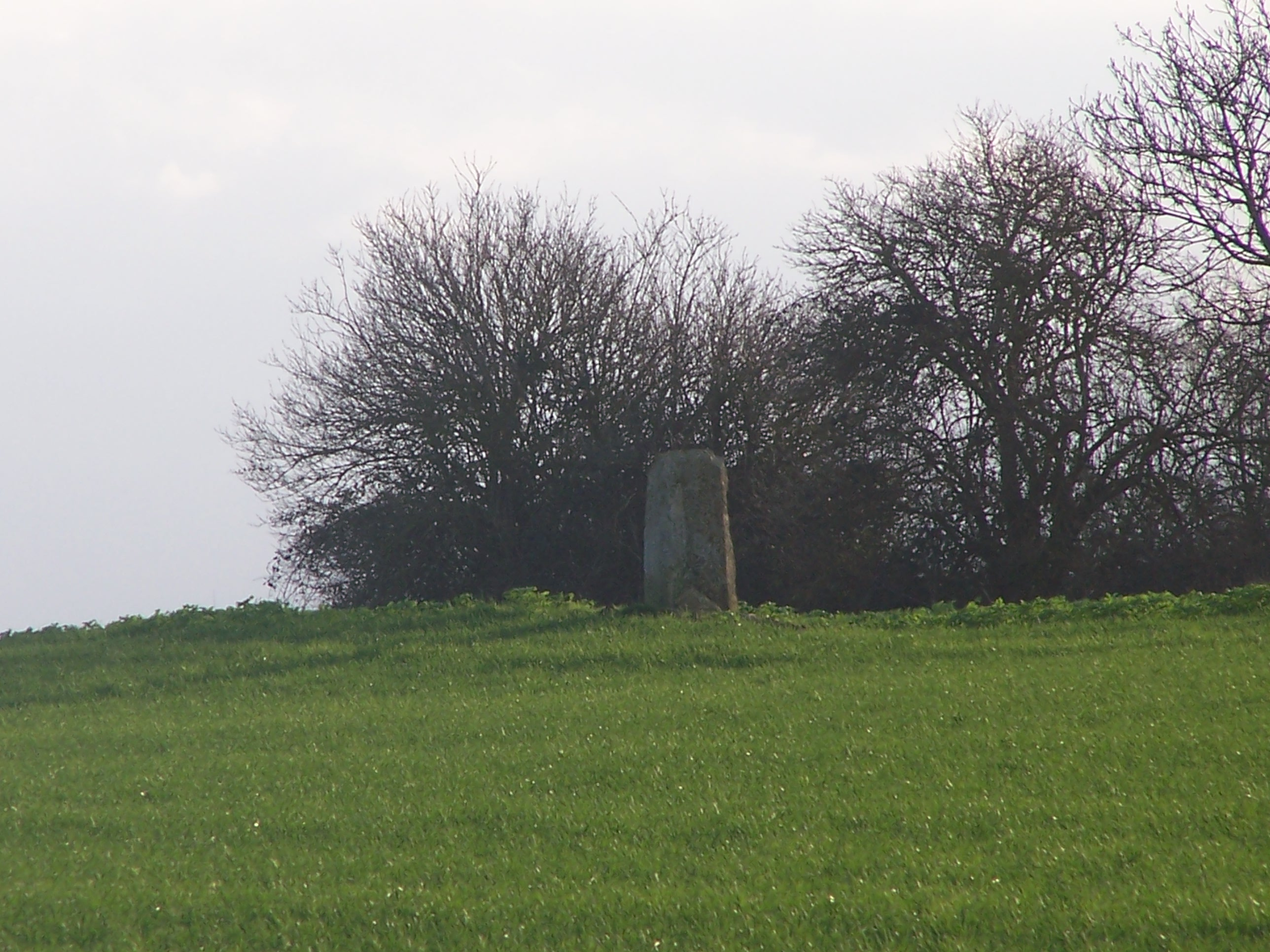
vue du menhir
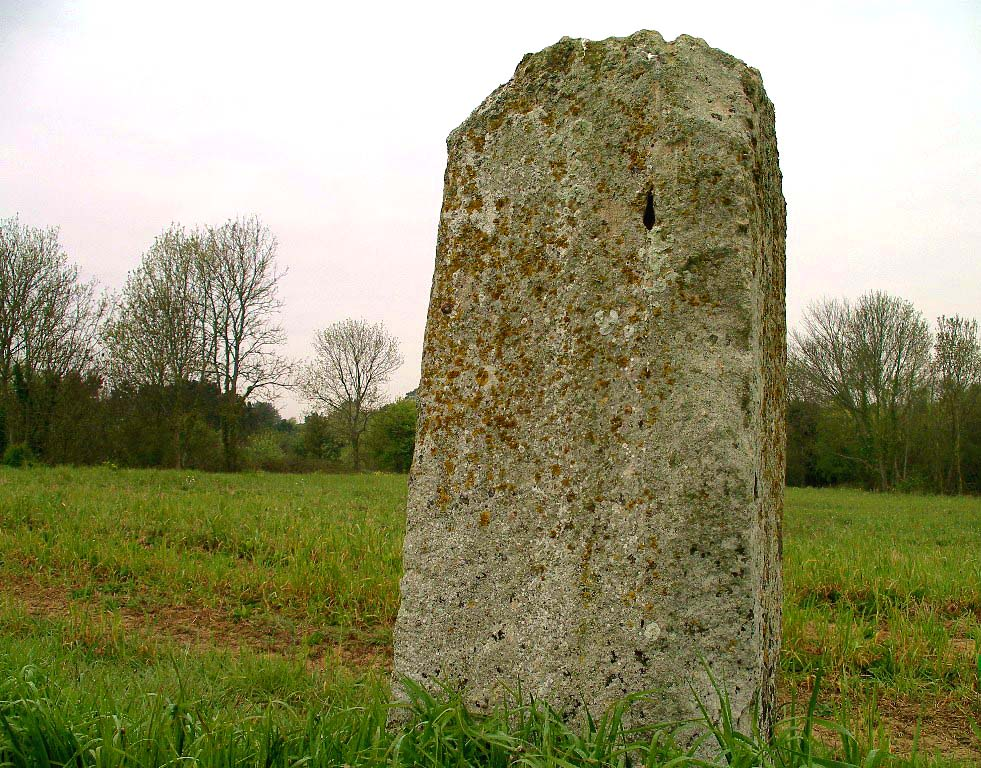
le menhir
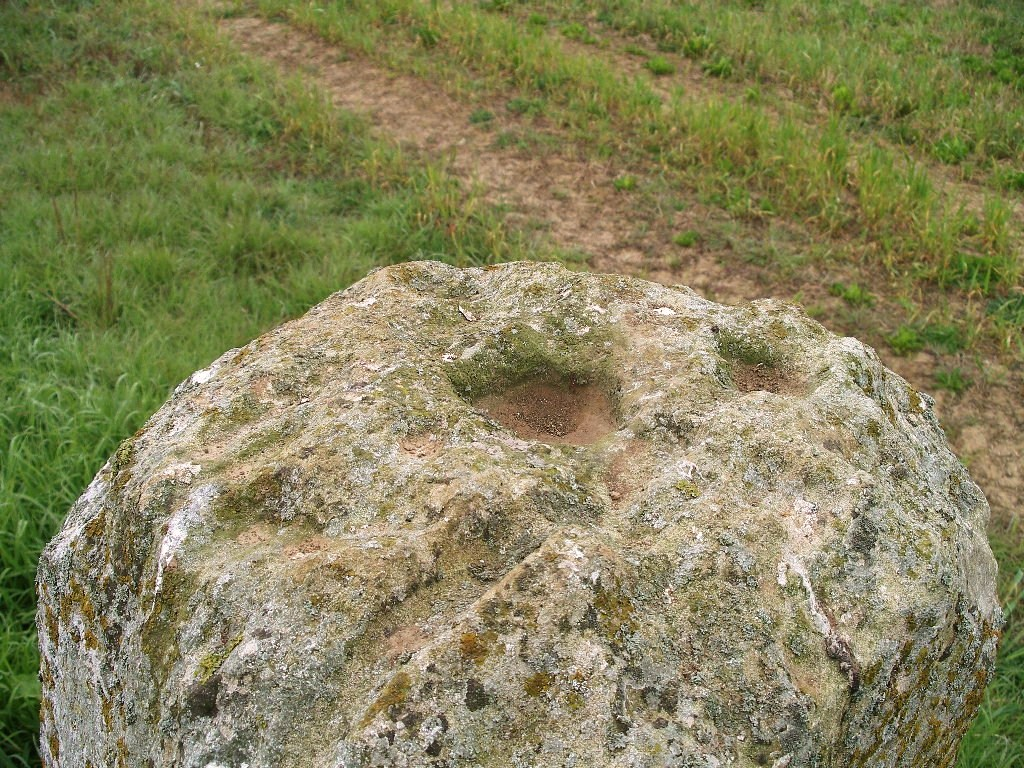
les cupules du sommet